# Toccata (Jachaturián)
La Toccata en mi bemol menor es una pieza para piano escrita en 1932 por Aram Jachaturián. Es elegida por los estudiantes de piano, y ha sido grabado muchas veces.
Khachaturian escribió esta obra como el primer movimiento de una suite para piano en tres movimientos:
- Tocata
- Vals-Capricho
- Danza.

Compuso la suite en 1932, mientras estudiaba en el Conservatorio de Moscú bajo Nikolái Miaskovski. sin Embargo, la Tocata llegó a ser tan conocido tan rápidamente que es ahora considerado como una pieza separada, la suite de la que procede es poco conocido. Fue estrenada por el entonces compañero de clase Lev Oborin, que también la grabó.
La Tocata utiliza algunas melodías populares de Armenia y ritmos, así como técnicas del barroco y contemporáneas del siglo XX. Comienza Allegro marcatissimo. Una sección central Andante espressivo conduce a una repetición de los motivos iniciales. La coda se basa en la sección central del tema. Dura alrededor de 5 minutos. 
La Tocata ha sido grabada por, entre otros, Benno Moiseiwitsch, Shura Cherkassky, Felicja Blumental, Mindru Katz, Ruth Laredo, Roland Pöntinen y Murray McLachlan.